# Estadio José Dellagiovanna
Das Estadio José Dellagiovanna ist ein Fußballstadion in der argentinischen Stadt Victoria. Es bietet Platz für 28.684 Zuschauer und dient dem Verein CA Tigre als Heimstätte.

## Geschichte

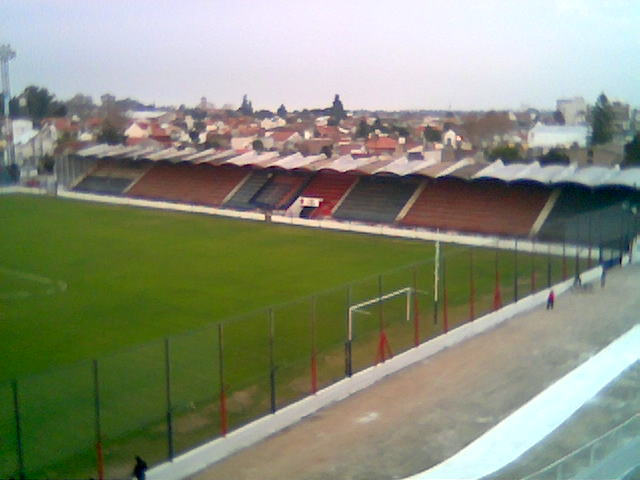
Tribüne des Stadions

Das Estadio José Dellagiovanna in Victoria, einer Kleinstadt mit gut 30.000 Einwohnern im Partido San Fernando in Gran Buenos Aires, wurde in den Jahren 1935 und 1936 erbaut. Am 20. September 1936 erfolgte die Eröffnung. Zum ersten Spiel im neuen Stadion trafen sich der zukünftige Nutzerverein CA Tigre und der bonarenser Spitzenclub Boca Juniors zu einem Freundschaftsspiel, das von letzteren mit 4:0 gewonnen wurde. Das erste Ligaspiel im Estadio José Dellagiovanna stieg am 27. September 1936 im Rahmen des sechsten Spieltages der Meisterschaft zwischen Tigre und CA Independiente aus Partido Avellaneda, wobei der Gast mit 1:0 siegte. Am 6. Dezember 1936 konnte Tigre seinen ersten Heimsieg im neuen Stadion feiern, als Ferro Carril Oeste mit 2:0 bezwungen wurde. Insgesamt konnte CA Tigre noch keine nationale Meisterschaft erringen, die beste Platzierung in der ersten Liga war ein zweiter Platz in der Apertura-Saison 2007. Aktuell spielt der Verein, der wie der Vereinsname schon sagt, eigentlich aus Tigre kam, im Laufe der Jahre aber nach Victoria umzog, in der Primera División, der höchsten Spielklasse in Argentinien.
Das Estadio José Dellagiovanna ist benannt nach José Dellagiovanna, dem Gründer von CA Tigre. Von 1950 bis zum 27. November 2009 trug das Stadion den Namen Estádio Monumental de Victoria, ehe die Umbenennung zu Ehren des ersten Klubpräsidenten erfolgte. Zwischen 1936 und 1950 hieß es Estadio Evita in Anlehnung an die damalige „First Lady“ Argentiniens, Eva Perón. Heutzutage bietet die Sportstätte Platz für 28.684 Zuschauer.